# Здравна психология на работното място
Здравна психология на работното място, ЗПРМ (на английски: occupational health psychology, OHP) възниква от две разклонения на приложните дисциплини в психологията – здравната психология от една страна, и от друга – индустриалната и организационна психология, и безопасност и здраве на работното място . Здравната психология на работното място се занимава с психологическите характеристики на работното място, които допринасят за развитието на свързани със здравето проблеми у работещите . Също както ИОП и здравната психология, ЗПРМ се занимава с психологическите характеристики на работното място, но специфичното е, че директно се интересува от физическите и умствени здравни последици от тези характеристики. ЗПРМ се интересува и от начините за повлияване на работното място и въвеждането на промени в него, които да облагодетелстват работещия, без да окажат влияние (намалят) неговата продуктивност.
ЗПРМ изследователите и практикуващи са заинтересувани от вариациите от психологически характеристики, които са определящи за едно работно място и които са свързани с физическите проблеми и проблемите на умственото здраве. Примери за такива характеристики, които ЗПРМ изследванията свързват със здравните резултати включват възможностите за решения и психологическо натоварване , балансът между усилията на работещия и неговото възнаграждение (като заплащане, признание, статус, перспективи за повишение и т.н.), което е получавано за неговата или нейната работа  и степента, в която супервайзорите (мениджмънт)  и колегите  са подкрепящи.
Здравните физически проблеми, които ЗПРМ изследва варират от наранявания при инциденти до сърдечни заболявания. Умствените здравни проблеми включват психологически стрес, „бърнаут“ и депресия. ЗПРМ изследователите и практикуващи са заинтересувани и от връзката от психологическите условия на работа със здравните типове поведения (например пушене и консумация на алкохол). Друга тема на изследване от страна на ЗПРМ е проблемът за пренасянето на вредни опитности от работното място в живота вкъщи . В допълнение ЗПРМ психолозите документират неблагоприятното влияние от влашаващите се икономически условия и идентифицират начини за смекчаване на това влияние .

## Изследователски насоки
Сред основните теми и методи на изследване от страна на ЗПРМ се включват статистическите изследвания, квази-експериментални изследвания, квалитативни методи, отчитане на скала на усилие – възнаграждение, резултати върху здравето при загуба на работа, определяне на рамките на понятието стрес на работното място, съотношение на условия на работа и стрес, стрес и икономическа несигурност и други. Тук обръщаме внимание само на някои от тях.

### Шизофрения
Основна статия: Шизофрения
В изследване Линк, Доренуенд и Скодол откриват, че в сравнение с депресираните и уравновесени субекти, шизофреничните пациенти и по-вероятно да са имали работи, преди техния първи епизод на това разстройство, които са ги изложили на „шумни“ работни характеристики (шум, влажност, горещина, студ и т.н.)  Тези работи може да са били с по-висок социален статус от други чиновнически (офис) работи, което задава предположението, че социално-икономическо „слизане надолу“ при засегнати индивиди може да не е непременно налично. Едно от обясненията предолага, че свързани с работата стресори може да са спомогнали появата на първия епизод при поначало уязвими индивиди. 

### Депресия
Основна статия: Депресия
Базирайки се на изследване на Робинс и Региер, Итън, Антъни, Мендел и Гарисън (1990) откриват, че членове на три работни групи – адвокати, секретари и учители в областта специална педагогика (но не друг тип учители), показват повишени равнища на ДСН-III голямо депресивно разстройство .

### Грубост на работното място
Грубостта на работното място (на английски: workplace incivility) се дефинира като „ниско интензивно девиантно поведение с неопределено намерение да нарани другата страна или обекта на това поведение....Нецивилизовани поведения се характеризират като груби или неучтиви, показващи липса на зачитане на другите“  Грубостта е различна от насилието. Примери за грубост на работното място включват обидни коментари, омаловажаване на работата на обекта на това поведение, разпространяване на лъжливи слухове, социална изолация и т.н. В изследване на над 1000 работещи държавни служители в САЩ Кортина, Магли, Уилямс и Лангаут (2001) намират, че над 70% от изследваните са изпитвали грубост на работното място през последните 5 години . В сравнение с мъжете жените по-често са излагани на такава грубост или грубо отношение, което може да е свързано с по-голям психологически дистрес и намалено удоволствие и удовлетворение от работата. Редуцирането на грубостта на работното място е област на активно развитие в ЗПРМ изследванията.